# 라파엘 소리아노
라파엘 소리아노(Rafael Soriano, 1979년 12월 29일 ~ )는 도미니카 공화국의 전야구선수이다.